# Conserve (W.F. Hermans)
Conserve is de debuutroman van Willem Frederik Hermans, geschreven tijdens de Duitse bezetting in 1943 en gepubliceerd in 1947. Onitah behoort tot de Mormonen in de Amerikaanse staat Utah, maar wenst volgens de oude Egyptische godsdienst begraven te worden; haar halfbroer Jerobeam is daarover bezorgd als hij terugkeert van een jarenlange antropologische expeditie onder Indianen in Brazilië. In 1957 verscheen een volledig herschreven versie in Drie melodrama's.

## Ontstaansgeschiedenis
Hermans schreef Conserve in 1943, gedurende de bezetting. In 1944 las hij de roman aan Adriaan Morriën voor: 'Tot diep in de nacht,' aldus Morriëns biograaf Rob Molin, 'avond aan avond, luisterde Morriën naar een voorlezing van het manuscript.' Na het voorlezen bleef Hermans overnachten, want vanwege de spertijd kon hij niet meer over straat. Morriën was geraakt door de curieuze sfeer van het mormoonse milieu waarin de roman speelt.

## Inhoud
Ferdinand wordt geboren op een plantage in Nicaragua. Hij is de zoon van de planter en de indiaanse Telehaka. Wanneer hij twee dagen oud is, verdrinkt zijn vader op een zinkende oceaanstomer op het moment dat van Telehaka met Ferdinand een foto wordt gemaakt die in een plaatwerk over Midden-Amerika komt met als bijschrift: de rode Madonna. Wanneer hij tien is, neemt een priester hem voor één dollar over van Telehaka en noemt hem Ferdinand. Ferdinand groeit op in de missie, nabij de hoofdstad Managua. Hij volgt onderwijs en krijgt plezier in de Bijbelse verhalen over de schepping en de zonen van Lamech en de stammen Israëls.
De zussen Onitah en Isabel Arbuthnot behoren tot de Mormonen in de Amerikaanse staat Utah; hun halfbroer Jerobeam studeert antropologie en is op een tien jaar durende expeditie in Brazilië. Een artikel over het oude Egypte wekt de interesse van Onitah voor de Egyptische godsdienst, die zij beschouwt als de ware godsdienst. Zij ontwikkelt een angst om na haar dood begraven te worden in plaats van gebalsemd e gemummificeerd.
Bij terugkeer begint Jerobeam een verhouding met Isabel. Om Onitah van haar wanen af te helpen, nemen zij Ferdinand in de arm, een zenuwarts van Indiaanse afkomst. Deze is er getuige van dat Jerobeam Onitah belooft om haar na haar dood te zullen balsemen. Hij weet Jerobeam in een krankzinnigengesticht te laten opnemen. Zelf wordt Ferdinand door het gebruik van cocaïne ook krankzinnig en in hetzelfde gesticht opgenomen waar Jerobeam zit.
Het verhaal speelt gedeeltelijk in de Verenigde Staten onder de Mormonen in Salt Lake City en gedeeltelijk in Zuid-Amerika onder de indianen.

### Personages
- Ferdinand, een mesties uit Nicaragua, zoon van Telehaka en een planter
- Onitah, mormoonse uit Salt Lake City, Utah. Zuster van Isabel, halfzus van Jerobeam, dochter van Naomi en Raphael. Onitah werd eind negentiende eeuw geboren ten tijde van de afschaffing van de polygamie
- Isabel, de anderhalf jaar oudere zuster van Onitah
- Jerobeam, halfbroer van Onitah en Isabel, zoon van Bathseba
- Diego, negerjongen in de religieuze instelling waar Ferdinand opgroeit en diens leeftijdgenoot
- Telehaka, moeder van Ferdinand, aan wie zij al haar borstvoeding gunt zodat hij groter wordt dan zijn broers en zusters
- Heletaka, moeder van Telehaka, grootmoeder van Ferdinand, die zij ook zoogt als Telehaka geen melk heeft
- Naomi, moeder van Onitah en Isabel. Haar man Raphael heeft bij de afschaffing van de polygamie voor een van zijn andere vrouwen gekozen.
- Sariah, de 74-jarige moeder van Naomi, grootmoeder van Isabel en Onitah, en een van de weduwen van Brigham Young

## Structuur
Hermans' eerste roman vertoont wat de auteur zelf omschreef als 'een gevorkte structuur': twee personen worden afwisselend gevolgd, waarna de verhaallijnen samen komen. Deze opzet zou hij ook aanwenden in zijn volgende roman, De tranen der acacia's. Volgens biograaf Hans van Straten ontleende Hermans de constructie aan de roman Het verboden rijk van J. Slauerhoff.

## Publicatiegeschiedenis
Hermans had het manuscript aangeboden aan uitgeverij Contact, waar het echter werd afgewezen omdat men het verhaal 'te negatief' vond om in het fonds te passen. Wel verscheen een fragment in het juninummer van het door Contact uitgegeven tijdschrift Proloog. De zogeheten 'circulatie-envelop' waarin inzendingen langs de redacteuren van het tijdschrift rondging en die daarop hun aanmerkingen noteerden, is bewaard gebleven en bevindt zich thans in het Letterkundig Museum. Hierop staat dat Hermans' inzending op 3 mei 1946 was ingekomen en op 22 juli afgehandeld, wat erop wijst dat het juninummer te laat verscheen. De redactionele notities wijzen uit dat de toen nog onbekende Hermans veel indruk maakte: 'Hermans lijkt mij een van de meestbelovende prozaschrijvers', noteerde redactielid Kees Lekkerkerker op 15 juni. 'Hoewel de roman als geheel m.i. niet geslaagd is,' noteerde redactielid Scheepmaker, 'bevat hij vele waarborgen voor H.'s belangrijkheid als prozaïst. Vooral de stijl is opmerkelijk.' Als laatste oordeelde redactielid Spierdijk op 16 juli: 'Voor. Goed geschreven, tamelijk onsympathiek.'
In oktober 1945 verschenen twee door Morriën gekozen fragmenten in het eerste naoorlogse nummer van het vernieuwde tijdschrift Criterium. Dat nummer werd besproken in Het Parool van 11 december, dat de fragmenten van Hermans lovend ontving: 'een verrassing en doet verlangen naar nadere kennismaking met zijn werk.'
De roman verscheen in de eerste week van oktober 1947 bij uitgeverij W.L. Salm & Co. aan de Nieuwezijds Voorburgwal 270 te Amsterdam. Uitgever Salm liet eind januari 1946 telefonisch weten de roman uit te willen geven. Hij had gelezen hoe enthousiast Het Parool schreef over de voorgepubliceerde fragmenten.
Salm en Hermans belegden een bespreking in het Amsterdamse café Eijlders, het stamcafé van Gerard den Brabander, de adviseur van Salm. Hermans zou een voorschot van ƒ800,- ontvangen. Salm kreeg het typoscript met correcties, maar vergat onder invloed van de alcohol zijn tas mee te nemen. Hermans bezat nog een doorslag, die hij inleverde. Hij liet Salm nu de toezegging doen hem zesduizend gulden te betalen als hij ook deze versie kwijt zou raken.
Er bestaat onduidelijkheid over verschillen tussen de typoscripten. Volgens biograaf Van Straten had Hermans het oorspronkelijke typoscript herzien omdat hij de stijl 'krukkig' vond, maar had hij geen zin al die verbeteringen ook nog op de doorslag aan te brengen. Volgens biograaf Otterspeer bracht Hermans de correcties wel aan op de doorslag.
In april 1956 schreef de auteur aan uitgever Van Oorschot dat hij bezig was Conserve te herschrijven, 'elke dag een paar pagina's.' Op 26 april 1956 schreef de auteur Van Oorschot dat een herschreven versie van Conserve deel zou gaan uitmaken van een verzamelboek dat Vijf kitschromans of Vijf melodrama's zou gaan heten.
Het herschrijven vond Hermans 'een zware opgave', schreef hij aan Gerard Reve: 'Sommige gedeelten vind ik zo weerzinwekkend, dat ik misselijk word als ik ze alleen maar herlees.' In september verbleef Hermans in Lunteren om de klus af te krijgen en op 25 september had hij de herschrijving van Conserve afgerond.
In 1957 verscheen een geheel herschreven versie in Drie melodrama's bij G.A. van Oorschot.
In 2005 verscheen Conserve als onderdeel deel 1 van Hermans' Volledige werken.

## Receptie
Op 8 november 1947 schreef S. Vestdijk in Het Parool dat het een 'boeiend, maar vrij zwak debuut' was, het product van 'een begaafd beginneling die zijn vorm nog zoekt' en het gegeven zweemde wel erg 'naar het satanische en melodramatische'. Maar Vestdijk zag ook passages waarin de Hermans van De tranen der acacia's al te herkennen was. Twee dagen later prees F. Bordewijk in Utrechts Nieuwsblad de originaliteit van dit boek 'voor weinigen' en sprak de verwachting uit dat Hermans 'bij meer beheersing' een voorname rol zou spelen 'onder degenen die de ontwikkelingsgang leiden van onze literatuur'. In maart 1948 besprak Paul Rodenko Conserve samen met De avonden in Podium, waarin hij het 'wat schetsmatig aangegeven'Amerika opmerkte en de roman 'niet vrij van kinderachtigheden en goedkope effecten' verklaarde, met een dikwijls slordige stijl, maar op de beste momenten ook het werk van 'een eersterangs auteur'.